# New York Vendée - Les Sables d'Olonne
La Transat New York Vendée est une course transatlantique en solitaire disputée à bord de monocoques de 60 pieds. Elle fait partie du circuit IMOCA Globe Series. Les 3 100 milles du parcours rallient New York aux Sables-d'Olonne.
La première édition en 2016 voit la victoire du Français Jérémie Beyou à bord de Maître Coq.
La deuxième édition se court du 29 mai au 13 juin 2024. Elle est organisée par la SAEM Vendée, société organisatrice du Vendée Globe et est la dernière épreuve qualificative pour le tour du monde, en solitaire, sans escale et sans assistance. Elle peut jouer un rôle décisif dans la composition du plateau sportif du Vendée Globe 2024.

## Organisation
La course est créée en 2015 par l'IMOCA et Open Sports Management, chargée de l'organisation. L'un des objectifs est l'internationalisation de ce type de course et d'offrir un dernier grand test avant le départ du Vendée Globe.
L'édition 2016 autorise la présence d'un médiaman, mais la polémique gonfle quelques jours avant le départ. En effet, les équipiers média doivent s'engager sur l'honneur à ne pas participer aux manœuvres. Pourtant certaines équipes ont fait le choix d'embarquer des marins confirmés, faute d'une définition claire du statut de l'équipier. Finalement, seuls Fabrice Amédéo (Newrest-Matmut), Tanguy de Lamotte (Initiatives-Cœur) et Conrad Colman (100 % Natural Energy) partent avec un journaliste à bord. L'édition 2024 n'autorise pas la présence d'un médiaman.

## Édition 2016

Logo de l'édition 2016.

La première édition de la transat rassemble quatorze skippers, dont c'est la dernière grande confrontation avant le départ du Vendée Globe 2016-2017. Un quinzième concurrent, le Finlandais Ari Huusela ne peut prendre le départ à la suite du sabordage du Finnair le 13 mai 2016 par Richard Tolkien, qui participait à son bord à la Transat anglaise.
Les 60 pieds quittent New York le dimanche 29 mai 2016. Le début de la course au large des côtes américaines voit un certain nombre de concurrents heurter des OFNI. Cinq d'entre eux se déroutent vers Newport pour réparer : Yann Eliès (Quéguiner - Leucémie espoir), Armel Le Cléac'h (Banque populaire VIII), Morgan Lagravière (Safran), Jean-Pierre Dick (StMichel-Virbac) et Pieter Heerema (No Way Back). Tanguy de Lamotte sur Initiatives-Cœur fait le choix de poursuivre malgré les dommages jusqu'aux Sables-d'Olonne. Les débris sont nombreux sur cette côte très fréquentée. Des poissons-lunes (Mola mola) ont également été repérés par plusieurs skippers.
Jérémie Beyou (Maître Coq) décroche sa première grande victoire en IMOCA, devançant Sébastien Josse (Edmond de Rothschild) et Alex Thomson (Hugo Boss). Les trois bateaux sont équipés de foils.
| Jérémie Beyou     | Maître Coq                  | Verdier / VPLP          | CDK Technologies                 | 2010 | 1er                 | 9 j 16 h 57 min 49 s  |                     |                     |                     |
| Sébastien Josse   | Edmond de Rothschild        | Verdier / VPLP          | Multiplast                       | 2015 | 2e                  | 9 j 19 h 26 min 49 s  |                     |                     |                     |
| Alex Thomson      | Hugo Boss                   | Verdier / VPLP          | Green Marine                     | 2015 | 3e                  | 9 j 21 h 3 min 33 s   |                     |                     |                     |
| Paul Meilhat      | SMA                         | Verdier / VPLP          | CDK Technologies                 | 2010 | 4e                  | 10 j 12 h 19 min 27 s |                     |                     |                     |
| Vincent Riou      | PRB                         | Verdier / VPLP          | CDK Technologies                 | 2010 | 5e                  | 11 j 10 h 58 min 53 s |                     |                     |                     |
| Tanguy de Lamotte | Initiatives-Cœur            | Farr Yacht Design       | CDK Technologies                 | 2006 | 6e                  | 11 j 15 h 38 min 39 s |                     |                     |                     |
| Kojiro Shiraishi  | Spirit of Yukoh             | Bruce Farr Yacht Design | Offshore Challenges Sailing Team | 2007 | 7e                  | 12 j 1 h 21 min 40 s  |                     |                     |                     |
| Fabrice Amedeo    | Newrest-Matmut              | Farr Yacht Design       | Southern Ocean Marine            | 2007 | 8e                  | 12 j 6 h 20 min 15 s  |                     |                     |                     |
| Morgan Lagravière | Safran II                   | Verdier / VPLP          | CDK Technologies                 | 2015 | 9e                  | 13 j 5 h 59 min 45 s  |                     |                     |                     |
| Jean-Pierre Dick  | StMichel-Virbac             | Verdier / VPLP          | Multiplast                       | 2015 | 10e                 | 13 j 6 h 21 min 24 s  |                     |                     |                     |
| Yann Eliès        | Quéguiner - Leucémie espoir | Verdier / VPLP          | Eluère                           | 2007 | 11e                 | 13 j 6 h 56 min 36 s  |                     |                     |                     |
| Conrad Colman     | 100 % Natural Energy        | Artech Design Team      | Artech do Brasil                 | 2005 | 12e                 | 14 j 6 h 55 min 57 s  |                     |                     |                     |
| Armel Le Cléac'h  | Banque populaire VIII       | Verdier / VPLP          | CDK Technologies                 | 2015 | Abandon (collision) | Abandon (collision)   | Abandon (collision) | Abandon (collision) | Abandon (collision) |
| Pieter Heerema    | No Way Back                 | Verdier / VPLP          | Persico Marine                   | 2015 | Abandon (collision) | Abandon (collision)   | Abandon (collision) | Abandon (collision) | Abandon (collision) |
| Ari Huusela       | Finnair                     | Finot-Conq              | Kirié / Éluère                   | 1998 | DNS                 | DNS                   | DNS                 | DNS                 | DNS                 |

## Édition 2024
La deuxième édition de la New York-Vendée-Les Sables-d'Olonne est organisée en 2024 par la SAEM Vendée. Le directeur de course est Hubert Lemonnier.
La course transatlantique est précédée le 24 mai 2024 d'un parcours contre la montre, le Vendée Liberty, opposant certains des Imoca entre la statue de la Liberté et Governors Island.
Trois concurrents font savoir qu'ils renoncent à la course transatlantique : Paul Meilhat (foil endommagé durant The Transat), Fabrice Amedeo (nécessité d'une transatlantique de travail avec son boat captain) et Alan Roura (avarie de foil et dégâts structurels). Ce sont donc 28 concurrents qui se présentent sur la ligne de départ. Tous espèrent participer au Vendée Globe 2024, excepté le Canadien Scott Shawyer, skipper de Be Water Positive, qui a pour objectif le Vendée Globe 2028.
Le départ est donné le 29 mai à 14 heures, heure locale (à 20 heures, heure de France), au large de New York, à 80 milles de la côte. À 173 milles au sud-est de la ligne de départ, une marque est à laisser à bâbord. Le parcours théorique de cette édition est de 3 169,9 milles.

### Règlement
La course se déroule en solitaire et sans assistance. Contrairement à l'édition précédente, aucune escale n'est autorisée. Les concurrents doivent respecter les zones de protection de la biodiversité (ZPB).

### Enjeux par rapport au Vendée Globe 2024

#### Qualification
L'édition 2024 de la New York-Vendée-Les Sables-d'Olonne est la dernière course qualificative pour le Vendée Globe 2024. Neuf candidats au tour du monde n'ont pas encore achevé leur parcours de qualification : Thomas Ruyant, Manuel Cousin, Romain Attanasio, Benjamin Dutreux, Conrad Colman, Pip Hare, Sam Goodchild, Szabolcs Weöres et Jingkun Xu. Afin de se qualifier pour le Vendée Globe, ces neuf candidats doivent impérativement prendre le départ de la New York-Vendée.

#### Sélection éventuelle des qualifiés
Seuls 40 bateaux seront admis à s'aligner dans le Vendée Globe,. S'il devait y avoir plus de 40 qualifiés, une sélection s'opérerait selon le nombre de milles parcourus depuis novembre 2021 dans 12 courses du circuit Imoca. Dernière des 12 épreuves, la New York-Vendée peut jouer un rôle décisif dans la sélection, d'autant qu'elle est affectée d'un coefficient de 1,5 dans la « course aux milles ».
Avant le départ de cette 12e course, les trois skippers qui détiennent le moins de milles de sélection sont Violette Dorange, (8 624 milles), Oliver Heer (7 968 milles) et James Harayda (7 647 milles).
François Guiffant (qui ne court pas la New York-Vendée) est déjà qualifié, mais son Partage, mis à l'eau en 2004, est trop vieux de quelques mois au vu du règlement. Le skipper a cependant obtenu une dérogation des organisateurs : il ne peut être retenu au détriment d'un autre qualifié, il n'est donc pas concerné par la course aux milles ; en revanche, s'il ne restait plus le 2 juillet que 39 autres qualifiés, il prendrait la 40e place sur la ligne de départ du Vendée Globe,,.
En comptant François Guiffant, il y a, avant le départ de la New York-Vendée, 42 candidats au Vendée Globe 2024.

### Concurrents
| 28 participants     | 28 participants                   | 28 participants | 28 participants              | 28 participants              | 28 participants              | 28 participants              | 28 participants              | 28 participants |
| Skipper             | Bateau                            | Bateau          | Arrivée                      | Arrivée                      | Arrivée                      | Arrivée                      | Arrivée                      | Arrivée         |
| Skipper             | Nom                               | Mise à l'eau    | Classe- ment                 | Temps                        | Moyenne théorique (nœuds)    | Moyenne réelle (nœuds)       | Distance parcourue (milles)  |                 |
| ------------------- | --------------------------------- | --------------- | ---------------------------- | ---------------------------- | ---------------------------- | ---------------------------- | ---------------------------- | --------------- |
| Charlie Dalin       | Macif santé prévoyance            | 2023            | 1                            | 10 j 3 h 44 min 30 s         | 13,01                        | 15,32                        | 3 733                        |                 |
| Boris Herrmann      | Malizia-Seaexplorer               | 2022            | 2                            | 10 j 20 h 52 min 32 s        | 12,15                        | 15,76                        | 4 112                        |                 |
| Jérémie Beyou       | Charal                            | 2022            | 3                            | 12 j 1 h 11 min 49 s         | 10,96                        | 14,54                        | 4 205                        |                 |
| Sébastien Simon     | Groupe Dubreuil                   | 2021            | 4                            | 12 j 3 h 2 min 1 s           | 10,89                        | 14,36                        | 4 181                        |                 |
| Thomas Ruyant       | Vulnerable 1                      | 2023            | 5                            | 12 j 3 h 57 min 12 s         | 10,86                        | 14,46                        | 4 222                        |                 |
| Samantha Davies     | Initiatives-Cœur                  | 2022            | 6                            | 12 j 10 h 48 min 29 s        | 10,61                        | 14,26                        | 4 260                        |                 |
| Yoann Richomme      | Paprec Arkéa                      | 2023            | 7                            | 12 j 11 h 11 min 19 s        | 10,59                        | 14,42                        | 4 313                        |                 |
| Justine Mettraux    | Teamwork-Team Snef                | 2018            | 8                            | 12 j 16 h 56 min 55 s        | 10,39                        | 13,77                        | 4 199                        |                 |
| Pip Hare            | Medallia                          | 2015            | 9                            | 12 j 23 h 44 min 22 s        | 10,17                        | 13,27                        | 4 137                        |                 |
| Louis Burton        | Bureau Vallée                     | 2020            | 10                           | 13 j 4 h 46 min 31 s         | 10                           | 13,27                        | 4 203                        |                 |
| Nicolas Lunven      | Holcim-PRB                        | 2022            | 11                           | 13 j 18 h 20 min 44 s        | 9,60                         | 11,68                        | 3 860                        |                 |
| Maxime Sorel        | V and B-Monbana- Mayenne          | 2022            | 12                           | 13 j 20 h 5 min 8 s          | 9,55                         | 11,94                        | 3 965                        |                 |
| Benjamin Dutreux    | Guyot Environnement- Water Family | 2015            | 13                           | 14 j 11 h 59 min 33 s        | 9,1                          | 11,5                         | 4 002                        |                 |
| Romain Attanasio    | Fortinet-Best Western             | 2015            | 14                           | 14 j 18 h 36 min 23 s        | 8,9                          | 11,3                         | 3 992                        |                 |
| Kōjirō Shiraishi    | DMG Mori Global One               | 2019            | 15                           | 14 j 18 h 38 min 48 s        | 8,9                          | 10,7                         | 3 801                        |                 |
| Clarisse Crémer     | L'Occitane en Provence            | 2019            | 16                           | 14 j 19 h 0 min 40 s         | 8,9                          | 11,3                         | 4 019                        |                 |
| Éric Bellion        | Stand as one                      | 2023            | 17                           | 14 j 19 h 50 min 58 s        | 8,9                          | 10,5                         | 3 737                        |                 |
| Violette Dorange    | Devenir                           | 2007            | 18                           | 14 j 20 h 10 min 50 s        | 8,9                          | 10,8                         | 3 856                        |                 |
| James Harayda       | Gentoo Sailing Team               | 2007            | 19                           | 14 j 21 h 47 min 27 s        | 8,9                          | 10,5                         | 3 754                        |                 |
| Yannick Bestaven    | Maître Coq V                      | 2022            | 20                           | 14 j 22 h 8 min 2 s          | 8,8                          | 11,3                         | 4 034                        |                 |
| Conrad Colman       | MS Amlin                          | 2007            | 21                           | 14 j 22 h 47 min 3 s         | 8,8                          | 10,3                         | 3 710                        |                 |
| Scott Shawyer       | Be Water Positive                 | 2011            | 22                           | 14 j 23 h 20 min 4 s         | 8,8                          | 10,5                         | 3 760                        |                 |
| Manuel Cousin       | Coup de pouce                     | 2007            | 23                           | 14 j 23 h 31 min 55 s        | 8,8                          | 10,1                         | 3 632                        |                 |
| Oliver Heer         | Oliver Heer Ocean Racing          | 2007            | 24                           | 15 j 0 h 1 min 2 s           | 8,8                          | 9,8                          | 3 541                        |                 |
| Szabolcs Weöres     | New Europe                        | 2007            | 25                           | 15 j 1 h 13 min 4 s          | 8,8                          | 9,9                          | 3 591                        |                 |
| Jingkun Xu          | Singchain Team Haikou             | 2007            | 26                           | 15 j 1 h 42 min 2 s          | 8,8                          | 9,6                          | 3 485                        |                 |
| Denis Van Weynbergh | D'Ieteren Group                   | 2014            | 27                           | 15 j 2 h 20 min 50 s         | 8,8                          | 10.0                         | 3 613                        |                 |
| Sam Goodchild       | Vulnerable 2                      | 2019            | Abandon le 6 juin (démâtage) | Abandon le 6 juin (démâtage) | Abandon le 6 juin (démâtage) | Abandon le 6 juin (démâtage) | Abandon le 6 juin (démâtage) |                 |